# Aleix Duran
Aleix Duran Nyssen (Tarrasa, Barcelona, 4 de agosto de 1977) es un entrenador español de baloncesto. Actualmente es entrenador ayudante del Joventut de Badalona de la Liga Endesa.

## Biografía
Duran es un entrenador formado en las categorías inferiores de equipos de baloncesto de Cataluña, hasta llegar a formar parte de la estructura del Ricoh Manresa, donde primero fue preparador físico y más tarde, segundo entrenador.
Tras lograr grandes éxitos en liga EBA con el CE Sant Nicolau de Sabadell (equipo vinculado al Bàsquet Manresa),  llegando a conseguir el ascenso a LEB Plata, firmaría con el FC Barcelona B, tras la marcha de Borja Comenge, precisamente al club manresano. A Durán le avalaban sus temporadas como técnico ayudante en el Bàsquet Manresa desde 2005 junto a Oscar Quintana y, posteriormente, con Jaume Ponsarnau.
En 2015 volvió a Manresa para ser la mano derecha de Ibon Navarro ya que conoce perfectamente el ICL Manresa, ya que es el club donde ha desarrollado más años de su carrera, después de haber pasado 2 años en el filial del Barça.
En la temporada 2017-18, se convierte en primer entrenador del ICL Manresa de la Liga LEB Oro, con el que logra el ascenso a la Liga Endesa, pese al ascenso no continuaría en el equipo vallesano.
En la temporada 2018-19, puso rumbo al extranjero, donde firmó como ayudante de Duško Ivanović en el Beşiktaş J.K. turco. Aleix estaría en el conjunto turco, hasta diciembre de 2019 cuando Duško Ivanović se marchó al Saski Baskonia.
En la temporada 2019-20, se convierte en segundo entrenador de Saša Obradović en el AS Mónaco Basket de la LNB Pro A.
En abril de 2021, coge las riendas del Monbus CB Igualada de Liga EBA.
El 16 de julio de 2021, firma como segundo entrenador del Casademont Zaragoza en la Liga Endesa, formando parte del cuerpo técnico de Jaume Ponsarnau.
El 13 de marzo de 2022, tras la destitución de Jaume Ponsarnau al frente de Casademont Zaragoza, Aleix se hace cargo del conjunto zaragozano de manera interina junto con Sergio Lamúa durante un partido, hasta la llegada de Dragan Šakota.
Durante la temporada 2022-23 es entrenador ayudante de Porfirio Fisac en Casademont Zaragoza.
En junio de 2023 Casademont Zaragoza anuncia su cuerpo técnico para la temporada 2023-24 en un comunicado en el que anuncia que Aleix Duran no continuará como entrenador ayudante.
El 23 de junio de 2023 el Joventut de Badalona anuncia que Aleix será su entrenador ayudante para la temporada 2023-24.

## Trayectoria deportiva
- Sant Pere de Terrassa. Categorías inferiores.
- CB L'Hospitalet. Categorías inferiores.
- JE Terrassa. Categorías inferiores.
- 2001-2003. CB Olesa. EBA. Entrenador ayudante y Junior femenino.
- 2003-05. CB i Unió Manresana. Categorías inferiores.
- 2003-05. Ricoh Manresa. ACB. Preparador físico.
- 2005-13. Ricoh Manresa. ACB. Segundo entrenador de Óscar Quintana y Jaume Ponsarnau.
- 2013-14. FC Barcelona B. LEB Oro.
- 2014-15. FC Barcelona B. LEB Plata.
- 2015-17. ICL Manresa. Liga Endesa. Entrenador ayudante de Ibon Navarro.
- 2017-18. ICL Manresa. Liga LEB Oro. Entrenador.
- 2018-19. Beşiktaş J.K. . Basketbol Süper Ligi. Entrenador ayudante de Duško Ivanović.
- 2019-20. AS Mónaco Basket. LNB Pro A. Entrenador ayudante de Saša Obradović.
- 2021 Monbus CB Igualada. Liga EBA. Entrenador.
- 2021-22. Casademont Zaragoza. Liga Endesa. Entrenador ayudante de Jaume Ponsarnau.
- 2022. Casademont Zaragoza. Liga Endesa. Entrenador.
- 2022-23. Casademont Zaragoza. Liga Endesa. Entrenador ayudante de Porfirio Fisac
- 2023-actualidad. Joventut de Badalona. Liga Endesa. Entrenador ayudante de Carles Durán Ortega

## Palmarés
- 2006-07. Ricoh Manresa. LEB. Campeón y ascenso.
- 2015. España. Europeo Sub-18, en Volos (Grecia). Entrenador ayudante de Luis Guil.
- 2017. España. Europeo Sub-18, en Creta (Grecia). Entrenador ayudante de Ibon Navarro
- 2022. Campeón de Europa con España. Europeo Sub-18, en Izmir (Turquía). Entrenador ayudante de Dani Miret
- 2023. Campeón del mundo con España. Mundial Sub-19, en Debrecen (Hungría). Entrenador ayudante de Dani Miret